# 威爾迪 (肯塔基州)
威爾迪（英語：Wildie）是位於美國肯塔基州羅克卡斯爾縣的一個非建制地區。

## 地理
威爾迪所處的海拔為高於海平面288米（即945英呎），而該地所採用的時區為UTC-5，即北美東部時區（EST）。同時該地設有夏令時間，為UTC-5調快一小時，即UTC-4（EDT）。